# Crochetagem
Crochetagem é uma técnica manipulativa, desenvolvida pelo fisioterapeuta sueco Kurt Ekman, colaborador do Dr. James Cyriax. A técnica baseia-se na utilização de ganchos ou "crochets", que são utilizados na quebra das aderências do sistema músculo-esquelético. Divide-se em três fases sucessivas: Palpação digital, palpação instrumental e fibrólise. Há ainda, a técnica perióstea a drenagem. Seu objectivo principal é o rompimento de pontos de fibrose, geralmente causados pela acumulação de cristais de oxalato de cálcio nos planos aponeuróticos, causando irritação. A fibrólise consiste em uma tracção complementar, realizada com a mão que segura o gancho, ao final da fase de tracção instrumental. Essa fase corresponde ao tempo terapêutico. A palpação digital consiste em uma espécie de amassamento digital, realizado com a mão esquerda, que permite um delineamento da área a ser tratada. A palpação instrumental, realizada com o gancho que melhor se adapte a estrutura a ser tratada, serve para a localização precisa das fibras conjuntivas aderentes e os corpúsculos fibrosos, e é realizada colocando-se a espátula do gancho junto ao dedo indicador da mão esquerda.